# Посольство Сербії в Україні
Посольство Сербії в Києві — офіційне дипломатичне представництво Сербії в Україні, відповідає за підтримання та розвиток відносин між двома країнами.

## Історія дипломатичних відносин
Дипломатичні відносини на рівні посольств між Україною і Союзною республікою Югославія (СРЮ) були встановлені 15 квітня 1994 року.

## Посли Сербії в Україні
1. Гойко Дапчевич (1994—2000)[1]
2. Філіпович Раде (2000—2004)
3. Горан Алексич (2004—2009)
4. Душан Лазич (2009—2013)
5. Раде Булатович (2013—2019)[2]
6. Аца Йованович (2020—2024)[3]
7. Андон Сапунджи (2024—)

## Генеральне консульство Югославії в Києві
- Томислав Перуничич (1972—1975)
- Славолюб Алексич (1975—1978)
- Павле Величкович